# Вороньё
«Вороньё» (англ. Kaw) — американский телевизионный природный фильм ужасов 2007 года. Премьера ленты состоялась 7 апреля 2007 года на канале Syfy Universal.

## Сюжет
Городок Миддлтаун в глубинке США. Несколько коров местного фермера Клайда заболевает коровьим бешенством и умирают. Фермер скрывает этот факт, чтобы ветеринарная служба не забила остальной его скот. Трупы коров поедают во́роны, и болезнь переходит к ним. Пытаясь отогнать птиц, Клайд сжигает трупы, но это только озлобляет их, и тогда во́роны начинают нападать на жителей городка.
Горожане во главе с местным шерифом, работающим сегодня последний день, объединяются, чтобы отразить атаку.

## В ролях
| Актёр           | Роль                 |
| --------------- | -------------------- |
| Шон Флэнери     | шериф Уэйн Меркл     |
| Кристин Бут     | Синтия (жена шерифа) |
| Стивен Макхэтти | фермер Клайд         |
| Род Тейлор      | доктор               |
| Джон Рэлстон    | Оскар                |
| Эшли Ньюбро     | Дорис                |
| Меган Парк      | Гретхен              |
| Аманда Брюгел   | Эмма                 |
| Александр Конти | Тайлер Уайтмор       |